# Ganjifa

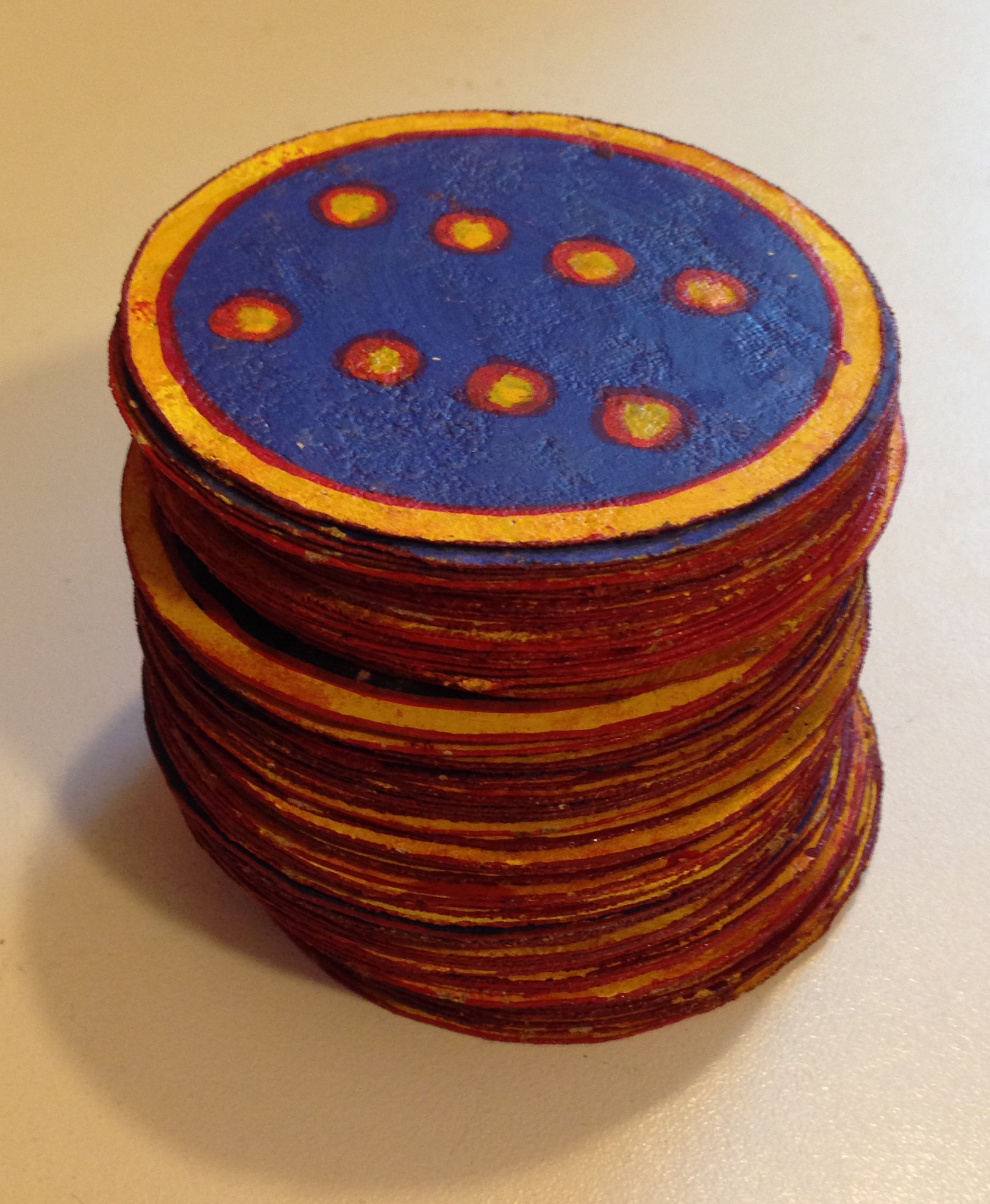
Naipes ganjifa de Puri, Odisha, India, fabricados utilizando la técnica tradicional pattachitra.

Ganjifa, Ganjapa o Gânjaphâ, es un juego de naipes y tipo de naipes de juego asociados tradicionalmente con Persia e India. Luego que los naipes ganjifa cayeron en desuso en Irán  antes del siglo XX, India pasó a ser el último país donde se los produce. La forma prevaleciente en Odisha es la denominada Ganjapa.

## Descripción

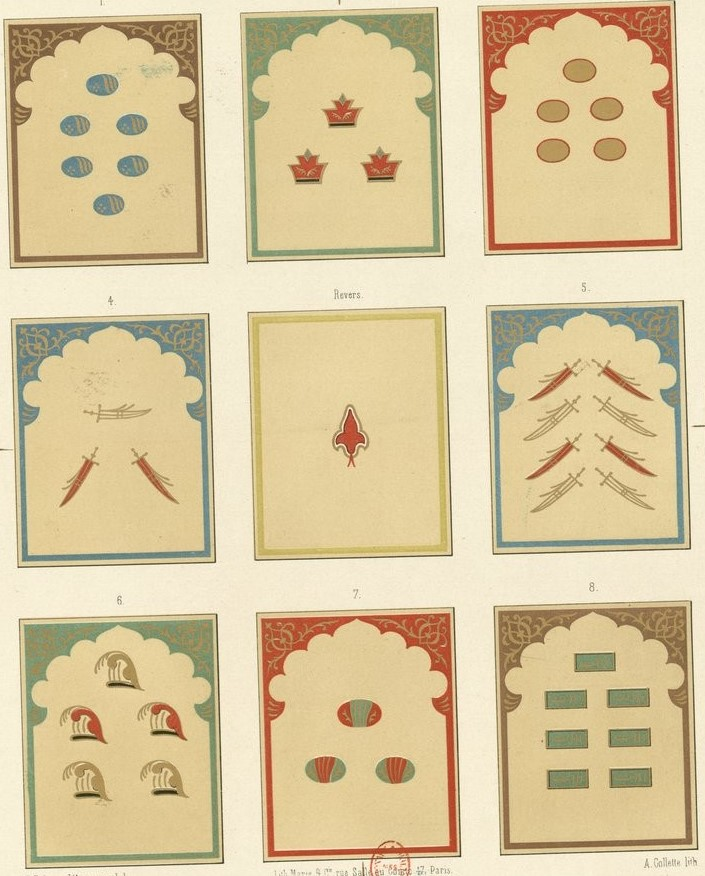
Imágenes de naipes de marfil compradas en un bazar de El Cairo por el viajero francés Sr. Émile Prisse d'Avennes (1807-1879), durante su visita a Egipto en el período 1827-1844. Los identificó como persas por su estilo y la calidad.

Los naipes ganjifa son circulares o rectangulares, y tradicionalmente están pintados a mano por artesanos. El juego se hizo popular en la corte mogol, y se hicieron mazos lujosos, a partir de materiales como marfil con incrustaciones de piedras preciosas o caparazón de tortuga (darbar kalam). El juego luego se extendió al público en general, con lo cual los mazos más baratos (bazâr kalam) se harían de materiales como madera, hoja de palma, tela rígida o cartón. Por lo general, los naipe ganjifa tienen fondos de colores, y cada palo tiene un color diferente. Existen diferentes tipos, y los diseños, la cantidad de palos y el tamaño físico de los naipes pueden variar considerablemente. Con la excepción del Kanjifa mameluco y el Chads de Misore, cada palo contiene diez naipes con puntos y dos naipes con figuras de la corte, el rey y el visir o ministro. El reverso de los naipes suele ser de un color uniforme, sin patrones.

## Historia

### Etimología
El origen de los naipes sigue siendo incierto, pero se cree que los naipes ganjifa, como se las conoce hoy, se originaron en Persia. La primera sílaba se atribuye a la palabra persa 'ganj' que significa tesoro. El Gen. Houtum-Schindler sugirió a Stewart Culin que las dos últimas sílabas en la palabra 'Ganjifa' pueden derivarse del chino chi-p'ai, que significa jugar a los naipes.  En un pasaje relacionado, Chatto explica que un término chino primitivo era 'ya-pae', que significa 'boleto de hueso', y que el término 'che-pae' vino después, que significa literalmente 'boleto de papel' (1848: 58). Estos diferentes términos podrían explicar las diferentes ortografías y pronunciaciones de 'Ganjifa'. Rolf Zimmermann en su artículo del 2006, sugiere que la primera sílaba de la palabra Ganjifa podría provenir de 'Han' como en chino Han, y por lo tanto 'Ganjifa' significaría 'han-chi-pai' o 'naipes chinos. Estas siguen siendo teorías no probadas, pero el viajero del siglo XVIII Carsten Niebuhr afirmó haber visto a comerciantes árabes en Bombay jugando con naipes chinos.  En el siglo XIX, Jean Louis Burckhardt visitó La Meca y escribió que "los naipes se juegan en casi todas las cafeterías árabes (usan pequeños naipes chinao)".
El ganjifa se hizo popular en India bajo los emperadores mogoles en el siglo XVI. El término se ha utilizado a veces en muchos países de Medio Oriente y Asia occidental. En Kuwait, la palabra 'Janjifah' se ha convertido en un término general y, por lo tanto, se aplica al mazo de baraja francesa internacionalmente conocido.

### Fuentes árabes y naipes sobrevivientes

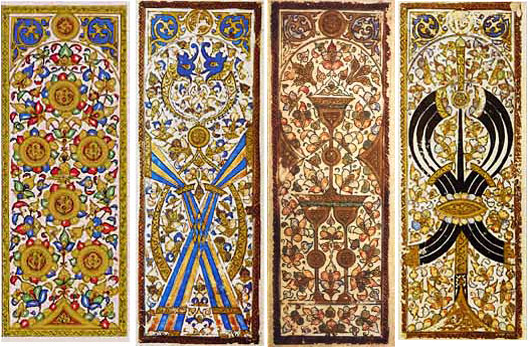
Cuatro naipes mamelucos.

### Fuentes persas

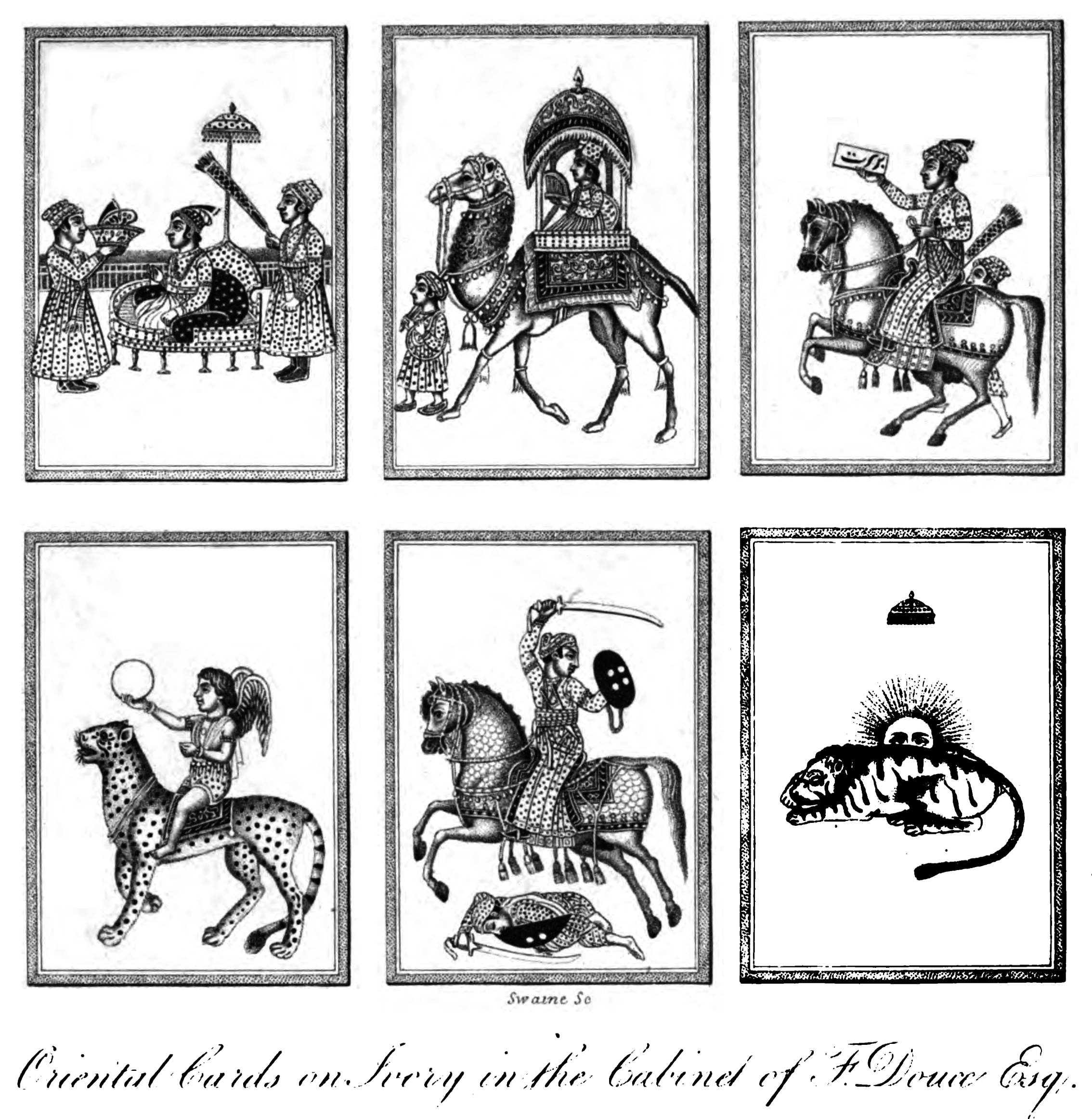
Imágenes de naipes de la colección de Francis Douce. La figura a caballo en el naipe en el extremo superior derecho parece sostener un objeto marcado " برات ", que significa 'billete' o 'cheque' en persa.

### Historia inicial en la India

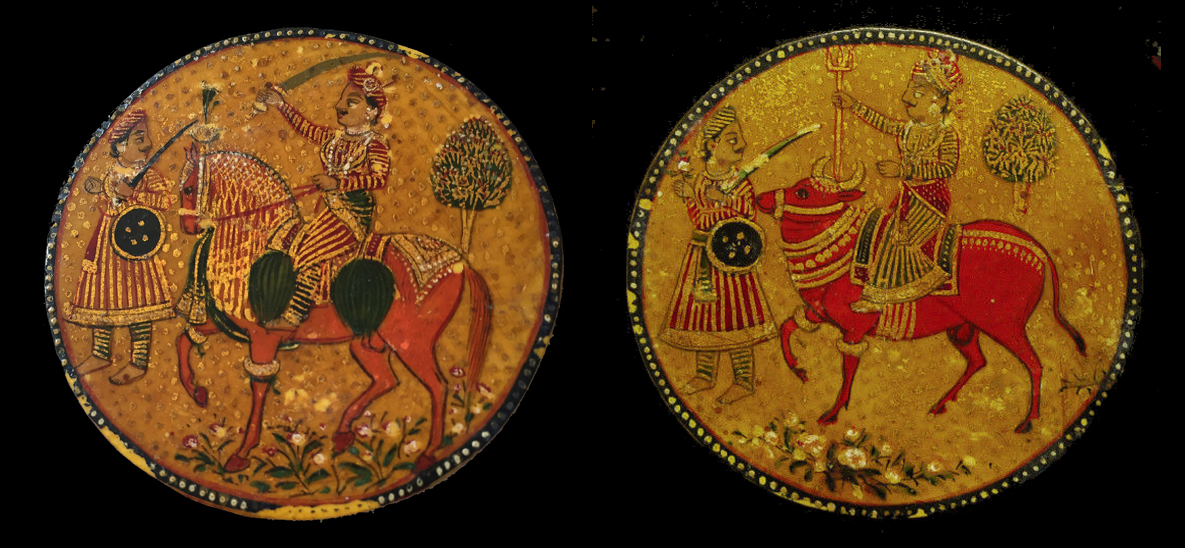
Naipes ganjifa mogoles de comienzos del, Colección Wovensouls.